# Carl Anders Roth
Carl Anders Roth, född 12 januari 1764 i Stockholm, död där 17 maj 1803, var en svensk poet.
Carl Anders Roth var son till assistenten vid politiekollegiet Eric Roth. Han var i tjugoårsåldern bosatt i Arboga och kom därifrån till Stockholm, där han blev assistent i rådhusrätten. Roth uppträdde redan vid den tiden som poet, imiterade Bellman och sjöng kroglivets lov, om än på ett betydligt råare sätt än denne. Hans backanaliska sånger utmärker sig för ett drastiskt målande språk. En del av dem trycktes under titeln Bacchi ströskrifter 1785. 1786 utgav han i samma stil Parentation i anledning af bränvinsbristen, men efter att ha undergått en sinnesändring publicerade han 1787 den religiösa dikten Den lidande frälsaren. Roths senare produktion utgjordes främst av gravkväden utan större litterärt värde. Rots Skaldestycken utgavs 1857 av Per Hanselli i Svenska vitterheten, band 10.